# گورا-پودول
گورا-پودول (انگلیسی: Gora-Podol) یک شهرک در بخش گرایفسکی استان بلگورود کشور روسیه است.